# Ranunculus diffusus
Ranunculus diffusus DC. – gatunek rośliny z rodziny jaskrowatych (Ranunculaceae Juss.). Występuje naturalnie w Afganistanie, północnym Pakistanie, północnej części Indii (także w stanie Sikkim), w Nepalu, Bhutanie, północnej części Mjanmy oraz w Chinach (w północno-zachodnim Junnanie oraz południowym Tybecie). 

## Morfologia
PokrójBylina o lekko owłosionych pędach. Dorasta do 10–40 cm wysokości.
LiścieSą owłosione. Mają pięciokątny kształt. Mierzą 1,5–2,5 cm długości oraz 2–4 cm szerokości. Nasada liścia ma sercowaty kształt. Ogonek liściowy jest lekko owłosiony i ma 4–9 cm długości.
KwiatySą pojedyncze. Pojawiają się na kątach pędów. Mają białą barwę. Dorastają do 8–15 mm średnicy. Mają 5 eliptycznie owalnych działek kielicha, które dorastają do 4–6 mm długości. Mają 5 lub 6 owalnych płatków o długości 5–7 mm.
OwoceNagie niełupki o eliptycznym lub owalnym kształcie i długości 2–3 mm. Tworzą owoc zbiorowy – wieloniełupkę o półkulistym kształcie i dorastającą do 4–9 mm długości.

## Biologia i ekologia
Rośnie w zaroślach, na trawiastych zboczach lub terenach skalistych. Występuje na wysokości od 1100 do 4000 m n.p.m. Kwitnie od marca do czerwca.

## Zmienność
W obrębie tego gatunku wyróżniono jedną odmianę:
- Ranunculus diffusus var. mollis (D.Don) S.K.Srivast.